# Hatfield (Hertfordshire)
Hatfield es una ciudad situada en el condado de Hertfordshire, en el sur de Inglaterra. Tiene una población de 27.883 habitantes. Es conocida por ser la ciudad donde se construyó el primer avión comercial de propulsión a chorro, el de Havilland Comet, y por ser el lugar donde se produjo un trágico accidente de tren en el año 2000, el cual tuvo un saldo de cuatro muertos.

## Lugares de interés
1. Los campus "College Lane" y "de Havilland" de la Universidad de Hertfordshire.

## Pueblos y ciudades cercanos
- Welwyn Garden City
- St Albans
- Stevenage
- London Colney
- Watford
- Welham Green
- Brookmans Park
- Potters Bar
- Colney Heath
- Lemsford
- Hertford